# Convention du Conseil de l'Europe sur la protection des enfants contre l'exploitation et les abus sexuels
La Convention du Conseil de l'Europe sur la protection des enfants contre l'exploitation et les abus sexuels (Convention de Lanzarote) est un traité multilatéral du Conseil de l'Europe, entrée en vigueur en 2010, amenant les États signataires à s'entendre pour criminaliser certaines formes d'abus sexuels envers les enfants, y compris au sein de la sphère familiale.

## Contenu
Les États qui ratifient la convention se mettent d'accord pour criminaliser les gestes à caractère sexuel effectué avec des enfants qui n'ont pas atteint la majorité sexuelle, peu importe le contexte dans lequel de tels gestes sont posés. La convention implique ainsi, notamment, la criminalisation de la prostitution et de la pornographie infantiles. Elle prévoit plusieurs mesures pour prévenir l'exploitation et les abus sexuels envers les enfants, dont l'éducation de ces derniers, la surveillance des délinquants et la formation des gens employés ou bénévoles qui ont à travailler avec les enfants.

## Adoption, signature et ratification

### Processus général
La convention a été conclue et signée le 25 octobre 2007 à Lanzarote, aux Îles Canaries, en Espagne. Tous les états membres du Conseil de l'Europe l'ont signée. La convention est entrée en vigueur le 1er juillet 2010.
Le 10 mars 2009, la Grèce devient le premier pays a ratifier la convention et le dernier pays à l'avoir fait est l'Irlande, le 21 décembre 2020.
Les États qui ont ratifié la Convention sont juridiquement liés par ses dispositions une fois qu'elle est entrée en vigueur.
| Signataire         | Signature  | Ratification | Entrée en vigueur |
| ------------------ | ---------- | ------------ | ----------------- |
| Albanie            | 17/12/2008 | 14/04/2009   | 01/07/2010        |
| Allemagne          | 25/10/2007 | 18/11/2015   | 01/03/2016        |
| Andorre            | 29/06/2012 | 30/04/2014   | 01/08/2014        |
| Arménie            | 29/09/2010 | 07/09/2020   | 01/01/2021        |
| Autriche           | 25/10/2007 | 25/02/2011   | 01/06/2011        |
| Azerbaïdjan,       | 17/11/2008 | 19/12/2019   | 01/04/2020        |
| Belgique           | 25/10/2007 | 08/03/2013   | 01/07/2013        |
| Bosnie-Herzégovine | 12/10/2011 | 14/11/2012   | 01/03/2013        |
| Bulgarie           | 25/10/2007 | 15/12/2011   | 01/04/2012        |
| Chypre             | 25/10/2007 | 12/02/2015   | 01/06/2015        |
| Croatie            | 25/10/2007 | 21/09/2011   | 01/01/2012        |
| Danemark           | 20/12/2007 | 18/11/2009   | 01/07/2010        |
| Espagne            | 12/03/2009 | 05/08/2010   | 01/12/2010        |
| Estonie            | 17/09/2008 | 22/11/2016   | 01/03/2017        |
| Finlande           | 25/10/2007 | 09/06/2011   | 01/10/2011        |
| France             | 25/10/2007 | 27/09/2010   | 01/01/2011        |
| Géorgie            | 12/03/2009 | 23/09/2014   | 01/01/2015        |
| Grèce              | 25/10/2007 | 10/03/2009   | 01/07/2010        |
| Hongrie            | 29/11/2010 | 03/08/2015   | 01/12/2015        |
| Irlande            | 25/10/2007 | 21/12/2020   | 01/04/2021        |
| Islande            | 04/02/2008 | 20/09/2012   | 01/01/2013        |
| Italie             | 07/11/2007 | 03/01/2013   | 01/05/2013        |
| Lettonie           | 07/03/2013 | 18/08/2014   | 01/12/2014        |
| Liechtenstein      | 17/11/2008 | 11/09/2015   | 01/01/2016        |
| Lituanie           | 25/10/2007 | 09/04/2013   | 01/08/2013        |
| Luxembourg         | 07/07/2009 | 09/09/2011   | 01/01/2012        |
| Macédoine du Nord  | 25/10/2007 | 11/06/2012   | 01/10/2012        |
| Malte              | 06/09/2010 | 06/09/2010   | 01/01/2011        |
| Moldavie           | 25/10/2007 | 12/03/2012   | 01/07/2012        |
| Monaco             | 22/10/2008 | 07/10/2014   | 01/02/2015        |
| Monténégro         | 18/06/2009 | 25/11/2010   | 01/03/2011        |
| Norvège            | 25/10/2007 | 13/06/2018   | 01/10/2018        |
| Pays-Bas           | 25/10/2007 | 01/03/2010   | 01/07/2010        |
| Pologne            | 25/10/2007 | 20/02/2015   | 01/06/2015        |
| Portugal           | 25/10/2007 | 23/08/2012   | 01/12/2012        |
| République tchèque | 17/07/2014 | 02/05/2016   | 01/09/2016        |
| Roumanie           | 25/10/2007 | 17/05/2011   | 01/09/2011        |
| Royaume-Uni        | 05/05/2008 | 20/06/2018   | 01/10/2018        |
| Russie             | 01/10/2012 | 09/08/2013   | 01/12/2013        |
| Saint-Marin        | 25/10/2007 | 22/03/2010   | 01/07/2010        |
| Serbie             | 25/10/2007 | 29/07/2010   | 01/11/2010        |
| Slovénie           | 25/10/2007 | 26/09/2013   | 01/01/2014        |
| Slovaquie          | 09/09/2009 | 01/03/2016   | 01/07/2016        |
| Suède              | 25/10/2007 | 28/06/2013   | 01/10/2013        |
| Suisse             | 16/06/2010 | 18/03/2014   | 01/07/2014        |
| Tunisie,           |            | 15/10/2019   | 01/02/2020        |
| Turquie            | 25/10/2007 | 07/12/2011   | 01/04/2012        |
| Ukraine            | 14/11/2007 | 27/08/2012   | 01/12/2012        |